# Ikerikergeger
Ikerikergeger is een bestuurslaag in het regentschap Gresik van de provincie Oost-Java, Indonesië. Ikerikergeger telt 2011 inwoners (volkstelling 2010).